# Valère Amoussou
Valère Amoussou (Cotonou, 17 de maio de 1986) é um futebolista beninense que atua como goleiro.

## Carreira
Valère Amoussou representou o elenco da Seleção Beninense de Futebol no Campeonato Africano das Nações de 2010.